# Oftalmoplegia externa progressiva
Oftalmoplegia externa crônica progressiva (português brasileiro) ou oftalmoplegia externa crónica progressiva (português europeu) (OECP) é uma doença ocular caracterizada pela progressiva incapacidade de mover os olhos e as sobrancelhas. Pode ser o único sintoma de uma doença mitocondrial ou o primeiro de muitos no caso de uma Síndrome de Kearns-Sayre. Nem sempre OECP significa doença mitocondrial, também pode ser causada por autoimunidade ou tumores.

## Sinais e sintomas
OECP é uma doença rara que pode afetar pessoas de todas as idades, mas manifesta-se tipicamente no adulto jovem. É a manifestação mais comum da miopatia mitocondrial, ocorrendo em cerca de dois terços de todos os casos de miopatia mitocondrial. Os pacientes geralmente apresentam com ptose (pálpebras caídas). Outras doenças, como a doença de Graves, miastenia gravis e glioma que pode causar uma externa oftalmoplegia deve ser descartada.
OECP é uma doença que progride lentamente ao longo de um período de 5 a 15 anos. O primeiro sintoma, ptose, é muitas vezes despercebido pelo paciente, até o ponto de reduzir o campo visual. Geralmente, os pacientes inclinam a cabeça para trás para reduzir a caída das pálpebras ou usam os músculos da testa (frontais) para mantê-los abertos. A ptose é tipicamente bilateral, mas pode ser unilateral, por um período de meses a anos antes da caída de ambos os párpados.

## Causas
O DNA mitocondrial  é transmitido pela mãe e codifica proteínas que são fundamentais para a cadeia respiratória, necessária para produzir adenosina trifosfato (ATP). Deleções ou mutações para os segmentos do DNA mitocondrial podem levar a um mau funcionamento da fosforilação oxidativa. Isso pode ser evidenciado na elevada oxidação em tecidos como o músculo esquelético e tecido de coração. No entanto, músculos extraocular contêm um volume de mitocôndrias várias vezes maior do que qualquer outro grupo muscular. Por isso os sintomas aparecem primeiro nos olhos.

## Tratamento
Tratamento experimental com tetraciclina melhorou a motilidade ocular em um paciente. A Coenzima Q10 também foi utilizada para tratar esta condição. No entanto, a maioria dos neuro-oftalmologistas não recitam nenhuma medicação.
A ptose associada com oftalmoplegia pode ser corrigida com cirurgia para levantar as pálpebras, no entanto, devido à fraqueza dos músculos orbicularis oculi , deve ser tomado cuidado para não levantar as pálpebras em excesso causando uma incapacidade de fechar os olhos totalmente. Não fechar as pálpebras totalmente causa problemas na córnea.
O estrabismo de grande ângulo com exotropia pode ser tratado com uma  cirurgia dos olhos, mas devido à natureza progressiva da doença, o estrabismo pode voltar. A diplopia , como resultado da assimetria da oftalmoplegia pode ser corrigida com um prisma ou com uma cirurgia para proporcionar um melhor alinhamento dos olhos.